# Thrashmetal
Thrashmetal (Engels: thrash metal) is een muziekstroming die heavy metal, met name de New wave of British heavy metal (NWOBHM), combineert met hardcore punk. Daarbij wordt er vaak sneller en agressiever gespeeld. Deze stroming is begin jaren 80 ontstaan. 
De centra van de thrashmetal lagen in de San Francisco Bay Area en in Duitsland. De grondleggers van Amerikaanse bodem zijn Metallica, Megadeth, Anthrax en Slayer. Een verzamelnaam voor deze 4 bands is de "Big 4".
De Duitse grondleggers in dezelfde tijdsperiode zijn Kreator, Sodom, Destruction  en Tankard. Ze worden de Big Teutonic Four genoemd.
Deze 8 bands kunnen gezien worden als de pioniers van het genre, al heeft de Duitse variant veelal extremer geluid.
De opkomst van thrashmetal als genre komt voor een belangrijk deel op het conto van Metallica; zij brachten als eerste thrashband een eigen album uit. Het album Kill 'Em All vond veel navolging bij thrashbands.

## Geschiedenis
Het genre ontstond begin jaren 80, in een tijd waarin poppy glam metal zijn opmars maakte. Als reactie hierop ontstond een genre met een extremere muzikale benadering. Geïnspireerd door bands uit de new wave of British heavy metal en hardcore punk begonnen Amerikaanse bands als Metallica en Slayer de snelheid en agressiviteit van de muziek op te voeren. In die tijd maakte heavy metal in Europa een soortgelijke ontwikkeling door. Bands als Sodom, Kreator en Destruction speelden net als de bands uit de Verenigde Staten strakke, op riffs gebaseerde muziek op hoog tempo. Sindsdien is thrashmetal wereldwijd verspreid.
Thrashmetalbands waren met hun zoektocht naar snelle en agressieve heavy metal een voedingsbodem voor allerlei extreme metalbands. Bands als Slayer, Venom en vooral Duitse thrashmetalbands kozen horror, sadisme en satanisme als thematiek. Dit inspireerde vroege deathmetal- en blackmetalbands. De invloeden van thrashmetal zijn ook te horen in groovemetal/nu metal.
De benaming thrash metal is gemunt door de Engelse journalist Malcolm Dome, toen hij aan Anthrax' nummer "Metal Thrashing Mad" refereerde in het Britse nieuwstijdschrift Kerrang!.

## New school thrash
Omstreeks 2005 was er een lichte opleving van het genre na een onderbreking in de jaren 90. Deze opleving wordt ook wel 'new school thrash' genoemd. Enkele namen zijn Evile, Bonded By Blood, en Municipal Waste. Laatstgenoemde heeft meer met de crossoverbands zoals het vroegere D.R.I.. Thrashmetal is nog steeds een heel populair genre in de skatecultuur.